# Аспаш (Мозел)
Аспаш (фр. Aspach) насеље је и општина у североисточној Француској у региону Лорена, у департману Мозел која припада префектури Сарбур.
По подацима из 2011. године у општини је живело 43 становника, а густина насељености је износила 10,41 становника/km². Општина се простире на површини од 4,13 km². Налази се на средњој надморској висини од 318 метара (максималној 355 m, а минималној 283 m).

## Демографија
| 1962. | 1968. | 1975. | 1982. | 1990. | 1999. | 2011. |
| ----- | ----- | ----- | ----- | ----- | ----- | ----- |
| 59    | 60    | 58    | 49    | 41    | 36    | 43    |

График промене броја становника у току последњих година